# 깜박임 융합 한계값
깜박임 융합 한계값 (flicker fusion threshold) 또는 깜박임 융합 속도는 정신물리학에서의 시각의 개념이다. 이는 간헐적인 빛 자극이 평균적인 인간 관측자에게 완전히 안정된 것처럼 보이는 빈도로 정의된다. 깜박임 융합 한계값은 시각의 지속성과 관련이 있다. 깜박임은 강도의 시변 변동을 나타내는 많은 파형에 대해 감지될 수 있지만, 일반적으로 가장 쉽게 강도의 사인파 변조 측면에서 연구된다. 깜박임을 감지하는 기능을 결정하는 7가지 매개변수가 있다.
1. 변조 주파수;
2. 변조의 진폭 또는 깊이 (즉, 최고값에서 조명 강도의 최대 감소 백분율은 얼마인지)
3. 평균 (또는 최대 - 변조 깊이가 알려진 경우 상호 변환될 수 있다) 조명 강도
4. 조명 (이 매개변수와 조명 강도는 막대와 원뿔의 감도가 광선속 함수를 써서 파장의 함수로 알려진 인간이나 다른 동물에 대한 단일 매개변수로 결합될 수 있다)의 파장 (또는 파장 범위)
5. 자극이 발생하는 망막의 위치 (다른 위치에서 광수용체 유형의 다른 분포로 인해)
6. 명암 또는 암순응의 정도, 즉 이전에 배경광에 노출된 기간과 강도로, 이는 시각의 강도 감도와 시간 분해능 모두에 영향을 미친다
7. 나이나 피로와 같은 생리적 요인

## 같이 보기
- CDR 전산화 평가제
- 시각의 지속성
- 동화 (애니메이션)